# Dans la légende
Albums de PNL
Le Monde Chico
(2015) Deux Frères
(2019)
Singles
1. La vie est belle
Sortie : 11 mars 2016
2. DA
Sortie : 15 avril 2016
3. J'suis QLF
Sortie : 15 juillet 2016
4. Naha
Sortie : 15 septembre 2016
5. Onizuka
Sortie : 4 novembre 2016
6. Bené
Sortie : 10 février 2017
7. Jusqu'au dernier gramme
Sortie : 7 juillet 2017

Dans la légende est le deuxième album studio du duo de rap français PNL sorti le 16 septembre 2016 sous le label QLF (Que La Famille) Records.

## Genèse
Dans la légende est dans la continuité de leurs précédents projets que sont Que la famille et Le Monde Chico en abordant des thèmes tels que l'argent, la drogue et le trafic de stupéfiants, dans une atmosphère triste et mélancolique. Pour Slate, c'est « un album sombre, noir même, qui ne prête guère à l'optimisme ». Comme dans leurs albums précédents, la fratrie met en avant l'importance de la famille et des amis, le démontre le vers suivant de N.O.S : « Gratte pas l'amitié, pas d'nouveaux amis ». Les deux frères, très discrets, ne livrent aucune interview, selon eux, tout est dit dans leurs textes.
Le 11 mars 2016, soit cinq mois après la sortie de leur album Le Monde Chico, le groupe sort le clip La vie est belle tourné en Namibie, suivi le 15 avril du clip DA dans lequel le groupe exhibe son disque d'or. Le titre cumule plus de 10 millions de vues sur YouTube après une semaine. Fin mai, ils sortent le clip Tchiki Tchiki tourné au Japon, mais le clip est supprimé moins d'un mois après sa mise en ligne pour des raisons de droits d'auteur.
Le 16 juin 2016, les deux frères accordent une interview non filmée au journal américain The Fader. Le 15 juillet 2016, ils dévoilent le clip J'suis QLF. Fin août, ils annoncent la date de sortie de l'album Dans la légende, qui est prévu pour le 16 septembre 2016.

## Singles
- La vie est belle est sorti comme le premier single du second album le 11 mars 2016.
- DA est sorti comme le second single du second album le 15 avril 2016.
- J'suis QLF est sorti comme le troisième single du second album le 15 juillet 2016.
- Naha est sorti comme le quatrième single du second album le 15 septembre 2016.
- Onizuka est sorti comme le cinquième single du second album le 4 novembre 2016.
- Bené est sorti comme le sixième single du second album le 10 février 2017.
- Jusqu'au dernier gramme est sorti comme le septième single du second album le 7 juillet 2017.
- Je t'haine et Cramés sont sortis en tant qu'extension de l'album en version digitale en octobre 2019[8].

## Liste des titres
Les titres de cet album sont intégralement écrits par N.O.S et Ademo.
Toutes les pistes ont été enregistrées, mixées et mastérisées par Nikola Feve "Nk.F".
| Téléchargement numérique – CD | Téléchargement numérique – CD | Téléchargement numérique – CD | Téléchargement numérique – CD | Téléchargement numérique – CD | Téléchargement numérique – CD | Téléchargement numérique – CD | Téléchargement numérique – CD | Téléchargement numérique – CD | Téléchargement numérique – CD |
| No                            | Titre                         | Producteur(s)                 | Durée                         |                               |                               |                               |                               |                               |                               |
| ----------------------------- | ----------------------------- | ----------------------------- | ----------------------------- | ----------------------------- | ----------------------------- | ----------------------------- | ----------------------------- | ----------------------------- | ----------------------------- |
| 1.                            | DA                            | Soulayman Beats               | 3:50                          |                               |                               |                               |                               |                               |                               |
| 2.                            | Naha                          | BBP                           | 4:45                          |                               |                               |                               |                               |                               |                               |
| 3.                            | Dans la légende               | Nk.F                          | 3:54                          |                               |                               |                               |                               |                               |                               |
| 4.                            | Mira                          | Baille Broliker               | 3:35                          |                               |                               |                               |                               |                               |                               |
| 5.                            | J'suis QLF                    | MKSB                          | 4:28                          |                               |                               |                               |                               |                               |                               |
| 6.                            | La vie est belle              | Kozanostra                    | 3:53                          |                               |                               |                               |                               |                               |                               |
| 7.                            | Kratos                        | Iksma                         | 3:36                          |                               |                               |                               |                               |                               |                               |
| 8.                            | Luz de Luna                   | Nk.F                          | 4:04                          |                               |                               |                               |                               |                               |                               |
| 9.                            | Tu sais pas                   | Nk.F                          | 3:31                          |                               |                               |                               |                               |                               |                               |
| 10.                           | Sheita                        | Iksma                         | 4:16                          |                               |                               |                               |                               |                               |                               |
| 11.                           | Humain                        | Iksma                         | 4:38                          |                               |                               |                               |                               |                               |                               |
| 12.                           | Bambina                       | BBP                           | 4:46                          |                               |                               |                               |                               |                               |                               |
| 13.                           | Bené                          | Vice Beats                    | 3:10                          |                               |                               |                               |                               |                               |                               |
| 14.                           | Uranus                        | Nk.F                          | 4:00                          |                               |                               |                               |                               |                               |                               |
| 15.                           | Onizuka                       | Dolor, BBP                    | 4:12                          |                               |                               |                               |                               |                               |                               |
| 16.                           | Jusqu'au dernier gramme       | Yann Dakta & Rednose          | 5:52                          |                               |                               |                               |                               |                               |                               |
| 66:30                         |                               |                               |                               |                               |                               |                               |                               |                               |                               |

| Extension | Extension                   | Extension     | Extension | Extension | Extension | Extension | Extension | Extension | Extension |
| No        | Titre                       | Producteur(s) | Durée     |           |           |           |           |           |           |
| --------- | --------------------------- | ------------- | --------- | --------- | --------- | --------- | --------- | --------- | --------- |
| 17.       | Cramés (Version Rose)       | MKSB          | 4:02      |           |           |           |           |           |           |
| 18.       | Je t'haine (Version Orange) | BBP           | 5:14      |           |           |           |           |           |           |
| 9:16      |                             |               |           |           |           |           |           |           |           |

## Titres certifiés en France
Tous les morceaux de l'opus sont certifiés.
C'est le 2nd album français qui contient le plus de singles de platine et de singles de diamant (derrière leur dernier album respectif Deux frères) dans l'histoire de la musique francophone.
- DA  Diamant[11]
- Naha  Diamant[12]
- Dans la légende  Diamant[13]
- Mira  Diamant[14]
- J'suis QLF  Diamant[15]
- La vie est belle  Platine[16]
- Kratos  Platine[17]
- Luz de Luna  Diamant[18]
- Tu sais pas  Diamant[19]
- Sheita  Platine[20]
- Humain  Diamant[21]
- Bambina  Diamant[22]
- Bené  Diamant[23]
- Uranus  Diamant[24]
- Onizuka  Diamant[25]
- Jusqu'au dernier gramme  Diamant[26]

Version Rose
- Cramés  Or[27]

Version Orange
- Je t'haine  Or[28]

## Accueil commercial
Dès sa sortie, Dans la légende reçoit un très bon accueil commercial.
Le 23 septembre 2016, soit une semaine après sa sortie, l'album est certifié disque d'or avec 51 487 exemplaires vendus (physique + téléchargement). En rajoutant les chiffres du streaming (27 379 copies), ce score en première semaine s’élève à 78 866 exemplaires, ce qui en fait le meilleur démarrage de l'année 2016 en France pour un album rap. Il bat également le record de l'album français le plus streamé en 24 heures sur la plate-forme de streaming Spotify.
Certifié disque de platine le 3 octobre 2016, il devient triple disque de platine en décembre, puis disque de diamant en mai 2017, cette performance est d'autant plus notable que PNL sont les premiers artistes et à ce jour le seul groupe à obtenir cette certification en totale indépendance.
Tous les morceaux de l'opus (18 au total) sont certifiés.
C'est également l'album qui contient le plus de singles de platine et de singles de diamant dans l'histoire du rap français.
En Belgique, l'album est certifié disque d'or.

## Accueil critique
De manière générale, Dans la légende est très bien accueilli par la presse spécialisée. L'album est reconnu comme innovant et amenant un vent de fraîcheur dans le rap français. La majorité du public le considère comme un classique du rap français. Il amène une dimension plus mélodique et développe le « Cloud Rap » un nouveau genre de rap encore quasi-inédit en France.

## Classements et certifications

### Classement par pays
| Classement (2016)             | Meilleure position |
| ----------------------------- | ------------------ |
| France (SNEP)                 | 1                  |
| Suisse (Schweizer Hitparade)  | 1                  |
| Belgique (Flandre Ultratop)   | 39                 |
| Belgique (Wallonie Ultratop)  | 1                  |
| Pays-Bas (Mega Album Top 100) | 75                 |
| Espagne (Promusicae)          | 94                 |

### Classement annuel
| Classement (2016) | Position |
| ----------------- | -------- |
| France (SNEP)     | 8        |

### Certifications et ventes
| Région        | Certification | Ventes/Streams    |
| ------------- | ------------- | ----------------- |
| France (SNEP) | Diamant       | 1 000 000         |
| Belgique      | Or            | 10 000            |
| Monde         | —             | environ 1 100 000 |